# 1820 год в литературе

## События
- В Великобритании король Георг IV создаёт Королевское литературное общество.

## Книги
- «Руслан и Людмила» — поэма Александра Пушкина.
- «Легенда о Сонной Лощине» — рассказ американского писателя Вашингтона Ирвинга.

## Родились
- 17 января — Бронте, Энн английская писательница и поэтесса (умерла в 1849).
- 22 января — Отто Уле, немецкий писатель (умер в 1876).
- 26 января — Генрих фон Литров, австрийский прозаик (умер в 1895)
- 31 января — Консепсион Ареналь, испанская писательница, поэтесса, юрист, журналист, драматург (умерла в 1893).
- 20 апреля — Альберт Пальфи, венгерский писатель (умер в 1897).
- 27 апреля — Фредрик Берндтсон, шведско-финский писатель, поэт, драматург (умер в 1881).
- 21 мая — Мишель Ленц (Michel Lentz), поэт, автор текста гимна Люксембурга «Ons Hémécht» (умер в 1893).
- 31 июля — Михаил Павлович Розенгейм, русский поэт и публицист (умер в 1887).
- 12 августа — Хосе Мария Ипаррагирре, баскский поэт-песенник (умер в 1881).
- 17 сентября — Эмиль Ожье, французский драматург (умер в 1889)
- 17 (29) сентября — Дмитрий Иванович Коптев, русский поэт и переводчик (умер в 1867).
- 10 ноября — Элизабет Гротгус, немецкая писательница и драматург (умерла в 1896).
- 25 ноября — Михаил Михайлович Достоевский, русский писатель (умер в 1864).
- 5 декабря — Афанасий Афанасьевич Фет, русский поэт (умер в 1892).
- 14 декабря — Елизавета Николаевна Ахматова, русская писательница и переводчица (умерла в 1904).

## Умерли
- 23 февраля — Алоизий Фелинский (Alojzy Feliński), польский поэт, драматург, переводчик, теоретик литературы, директор Кременецкого лицея (родился в 1771).
- 10 сентября — Анж-Этьен-Ксавье-Пуассон де ля Шабосьер, французский писатель, либреттист и драматург (родился в 1752).